# Plagiogyria
Plagiogyria je jediný rod čeledi Plagiogyriaceae kapradin z řádu cyateotvaré. Jsou to pozemní kapradiny s výrazně dvoutvárnými listy, rostoucí v tropických oblastech s výjimkou Afriky a Austrálie.

## Popis
Zástupci rodu Plagiogyria jsou suchozemské kapradiny s výrazně dvoutvárnými listy. Fertilní listy jsou vzpřímenější, s
delšími řapíky a úzkými lístky nesoucími výtrusnice. Oddenky jsou víceméně vzpřímené, dosti silné, bez šupin nebo chlupů, někdy
výběžkaté. Mladé listy jsou pokryty rosolovitým sekretem. Řapíky listů jsou na průřezu trojúhlé, černavé, s lehce zvětšenou bází nesoucí 2 řady nenápadných až vystouplých žlázkovitých hrbolků. Na bázi řapíku jsou 3 cévní svazky, spojující se v druhé části řapíku do tvaru V nebo U. Čepel listů je bylinná nebo poněkud kožovitá, lysá, peřenosečná až zpeřená, s celokrajnými nebo pilovitými lístky. Žilky jsou volné, jednoduché nebo 1x rozdvojené.
Sporangia rovnoměrně pokrývají spodní stranu fertilních listů, tvoří se po obou stranách žebra lístku a jsou bez ostěry. Prstenec výtrusnic je nepřerušený. Spory mají tvar zaobleného čtyřstěnu s hladkým nebo nepravidelně hrbolkatým povrchem. Gametofyt je nadzemní, zelený, srdčitý nebo protáhlý.

## Rozšíření
Rod Plagiogyria zahrnuje asi 50 druhů. Vyskytuje se v tropické Americe, ve východní a jihovýchodní Asii a na Nové Guineji včetně přilehlých ostrovů.

## Taxonomie
Čeleď Plagiogyriaceae je řazena do řádu Cyatheales, zahrnujícího především stromovité kapradiny. Nejblíže příbuznou skupinou je podle molekulární studie z roku 2007 čeleď Culcitaceae. Plagiogyria může listovou dvoutvárností i celkovým habitem připomínat některé druhy žebrovice (Blechnum), není s nimi však nijak blízce příbuzná.